# Càl·lies d'Atenes
Càl·lies o Càl·lias（en llatí Callias, en grec antic Καλλίας) va ser un atenenc que per casar-se amb una germana de Cimó II de nom Elpinice, va pagar la multa de 50 talents que s'havia imposat a Milcíades el Jove, segons diu Plutarc.
Sembla que no estava emparentat amb la rica família dels Càl·lies-Hipònic, però devia ser també molt ric per poder pagar 50 talents. Probablement tenia mines i que el seu fill (o net) va descobrir un mètode per preparar cinabri el 405 aC.